# الجفر (كتاب)
الجفر هو كتاب يُنسب إلى الإمام علي بن أبي طالب عليه السلام، يُعتقد أنه مرتبط بعلم أهل بيت النبي محمد صلى الله عليه وعلي اله وسلم، ويُعدّ من التراث الشيعي، ويختص بمعرفة بعض الأمور المتعلقة بمستقبل الأمة الإسلامية.

## أصحاب الكتاب
ولا يُعرفُ أحدٌ ثبت عنه كتاب الجفر إلا ثلاثة هم:
- «علي بن أبي طالب».
- «جعفر الصادق».
- «محمد ماضي أبو العزائم» صاحب دعوة الوراثة المحمدية لهذا العصر، وهو مطبوع في دار الكتاب الصوفي بالقاهرة.

يرى الشيعة أن الجفر لم ينظر فيه إلا نبي أو وصي، وعليه فالكتاب المطبوع في القاهرة ليس الجفر الذي كان عند أهل البيت.

## نبذة
كتاب جفر أبي العزائم يتحدث فيه عن مستقبل الأمة الإسلامية ويتنبأ بالأحداث المستقبلية ورؤيته للنظام العالمي الجديد، بحسب اعتقاد المؤمنين بهذا الكتاب، منها تنبؤات ومبشرات لم تحدث بعد، ومنها ما حدث بالفعل بعد وفاته، ومن أعظمها ثورات الربيع العربي التي أخبر أنها تمهيد وتوطئة لظهور المهدي زعيم أهل البيت من مصر لينشر الإسلام في جميع بقاع الأرض على حد تعبير المؤمنين بهذا الكتاب.
ووفقاً لكتاب جفر علي بن أبي طالب يعتقد الشيعة أنه قد ورثه عن النبي محمد وهو مكون من صندوقين جلديين، حيث يحتوي على كتب مختلفة للأنبياء السابقين والتي ورّثها علي وفاطمة الزهراء من الرسول محمد لأهل البيت، حيث تنتقل ملكيتها لكل إمام جديد من الإمام المحتضر الذي سبقه، كما يرث درع وسيف جده محمد. وقد كان الجفر أحد مصادر وأسس المعرفة التي اكتسبها الأئمة الاثنا عشر، إذ حصل جعفر الصادق على الفخر لحصوله على ملكية هذا الكتاب الذي يشمل المعرفة المخفية للنبي محمد.
انتقلت ملكية كتاب الجفر بين الأئمة جيل بعد جيل والشيعة يعتقدون أن ملكية هذا الكتاب الآن بين يدي المهدي.

## الأصل اللغوي
1- «عِلْمُ الجَفْرِ»: عِلْمٌ يَبْحَثُ عَنِ الحُرُوفِ مِنْ حَيْثُ دَلاَلَتُهَا عَلَى مَعْرِفَةِ الحَوَادِثِ عَلَى انْتِهَاءِ العَالَمِ.
2- أنه كان مكتوب في جلد ثور صغير فسمي «الجفر» باسم الجلد الذي كتب عليه لان الجفر في اللغة هو الصغير، وصار هذا الاسم عَلَمًا على هذا الكتاب عندهم.

## المحتوى
محتوى كتاب الجفر يتضمن:
- تعاليم الأئمة الاثني عشر
- معرفه أحداث الماضي والحاضر، بضمنها أسماء جميع الملوك الذين سيحكمون على الأرض
- علم النبي محمد والأنبياء السابقين والأئمة الإثني عشر.
- الإنجيل الذي نزل على عيسى، التوراة التي نزلت على موسى الزبور الذي نزل على داود وصحف إبراهيم ومعرفة تاريخ الأنبياء وحوادث حياتهم والحوادث الباطنية الخاصة، وهذه كلها محتويات في جزء واحد من الجفر يسمى الجفر الأبيض، الجفر الأبيض يحتوي 14 تقسيم وكل قسم يحتوي 14 تفرع آخر.
- حقيبة تحتوي درع وسيف النبي بضمنها سيف ذو الفقار وتعاليم الإسلام وتوجيهات وأمور تتعلق بأمور الحروب ضمن القسم الآخر الجفر الأحمر.
- علم علماء بني إسرائيل.

## أدلة وجود كتاب الجفر
الأحاديث التي تؤكد وجود كتاب الجفر:
- روى أبو عبيدة: سأل بعض أصحابنا جعفر الصادق عن الجفر فقال: «إنه جلد ثور مملوء علماً»[3]

## روابط خارجية
- كتاب الجفر لأبي العزائم[وصلة مكسورة]
- جفر أبي العزائم والأحداث الجارية الجزء الأول
- جفر أبي العزائم والأحداث الجارية الجزء الثاني